# Phil Coulson
Phillip J. „Phil“ Coulson je fiktivní postava ze světa Marvel Cinematic Universe. Postava Phila Coulsona byla vytvořena přímo pro snímek Iron Man a oproti jiným postavám MCU nevycházela z žádné existující komiksové postavy Marvelu. Díky úspěchu celé série MCU se Coulson následně začal také objevovat v komiksech a videohrách.
Poprvé se objevil ve filmu Iron Man (2008) a následně ve filmech Iron Man 2 (2010), Thor (2011), Avengers (2012) a Captain Marvel (2019), ve všech řadách seriálu Agenti S.H.I.E.L.D. (2013–2020), v němž je hlavní postavou, ve dvou krátkometrážních filmech série Marvel One-Shots (2011), ve webovém seriálu Agents of S.H.I.E.L.D.: Slingshot a v animovaném seriálu Co kdyby…?.

## Fiktivní biografie

### Mládí a S.H.I.E.L.D.
Phil Coulson se narodil 8. července 1964. Jeho dětskými hrdiny byli Captain America a Peggy Carterová, přičemž jeho vášní se stala sbírka akčních kartiček hrdinů z druhé světové války a právě již těchto dvou zmiňovaných. Jako teenager po gymnáziu začal studovat historii na akademii S.H.I.E.L.D.u a v roce 1989 ho naverboval Nick Fury jako agenta. Coulson se postupem času stal jedním z nejlepších agentů a pravou rukou Nicka Furyho, který se stal ředitelem S.H.I.E.L.D.u. Coulson se účastnil spolu s Nickem Furym a Captain Marvel v roce 1995 mezigalaktické války ras Kree a Skrullů, stal se primárním vedoucím připravovaného projektu Avengers, kdy nejdříve naverboval Iron Mana, účastnil se jako vedoucí vyšetřování incidentu s Thorem, provedl také pozemní zásahy, sledování a operace v Novém Mexiku a Puente Antiguo. Během boji na Helikariéru byl Coulson probodnut Lokim a zemřel. Avšak Fury neztrácel naději a nechal tělo Coulson převézt do tajné základny S.H.I.E.L.D.u, Guest House, kde byl s pomocí projektu T.A.H.I.T.I., krve z mimozemšťana Kree a manipulace s mozkem, přiveden zpět k životu. Avšak aby byl zachován jeho zdravý rozum a mysl, nechal mu Fury na toto oživování vymazat vzpomínky.

### Agenti S.H.I.E.L.D.

#### Porážka Hydry
Coulson se tedy vrátil do aktivní služby jako agent S.H.I.E.L.D.u a byl mu přidělen speciální tým, se kterým měl řešit mise v terénu. Kromě mnoha misí v tomto týmu Coulson zjistil pravdu o svém oživování a při povstání Hydry se zasloužil záchranu mnohých agentů i civilních obyvatel, základen a vybavení S.H.I.E.L.D.u. Po těchto událostech ho Fury jmenoval ředitelem S.H.I.E.L.D.u. Jako ředitel se zasloužil o definitivní výhru při několikaletém boji s Hydrou.

#### Inhumans
Coulsonovo zapojení do mimozemských materiálů vedlo k vytvoření frakce S.H.I.E.L.D.u, kde agenti pod vedením Roberta Gonzalese, kteří nedůvěřují Coulsonovým tajemstvím a Inhumans se pokoušejí převzít organizaci. Coulson je ale přesvědčí, aby ho nechali stát se ředitelem poté, co pomohl zachránit stovky civilistů. Společně porazili Jiaying, ačkoli při tom Coulson ztratil ruku. 

#### Boj s Hiveem
Coulson si později vytvořil vztah s Rosalind Priceovou, vůdkyní organizace ATCU. Tu zavraždil Grant Ward jako pomstu za zavražděnou agentku 33. Později se Coulson pomstí Wardovi tím, že protetickou rukou rozdrtí Wardovu hruď. To se ovšem stalo na jiné planetě, kde se nacházel i pradavný Inhuman, který si vzal Wardovo tělo a následně prošel portálem zpět na Zem. Zde se ho podařilo Coulsnovi s jeho týmem zastavit.

#### Ghost Rider a Konstrukce
Po podpisu Sokovijské dohody se S.H.I.E.L.D. stal znovu legitimovanou organizací, přičemž oficiálně mrtvého Coulsona ve funkci ředitele nahradil Jeffrey Mace. I když je Coulson schopen velet  operacím, Mace slouží jako veřejná tvář S.H.I.E.L.D.u. Poté, co se Aida pokusí ovládnout svět, stane se na chvilku Coulson Ghost Riderem, aby dokázal zastavit Aidu.

#### Záchrana budoucnosti a smrt
Coulson a jeho tým je později unesen a poslán do budoucnosti, aby zabránili vyhynutí lidstva. Po jejich návratu jeho tým zjistí, že Ghost Rider spálil sérum GH-325, které udržovalo Coulsona naživu, a od té doby pomalu umíral. Navzdory nejlepším snahám týmu o jeho záchranu se Coulson nakonec rozhodl, že opustí S.H.I.E.L.D. a zbytek života prožije na Tahiti s Melindou Mayovou, se kterou si vytvořil romantický vztah.

#### Sarge a záchrana S.H.I.E.L.D.u
Tým, zejména May a nový ředitel Mack, truchlí nad Coulsonem a jsou znepokojeni příchodem chladnokrevného Sarge, mimozemšťana, který je fyzicky a geneticky totožný s Coulsonem. Později Fitz zjistil, že Sargeovo tělo bylo vytvořeno při explozi tří monolitů měnících realitu. Mack a Daisy zabijí Sarge, aby odvrátili konec světa, ale tým je nucen uniknout útoku mimozemšťanů zvaných Chronicomové. V boji proti nim vytvoří Fitz a Simmonsová vylepšené LMD Coulsona, které je provede na cestě minulostí S.H.I.E.L.D.u, která začala ve 30. letech 20. století. LMD Coulsona  pomáhá týmu zastavit Chronicomy ve změně historie. Rok po porážce Chronicomů si vezme Coulson volno, aby procestoval svět se svou zrekonstruovanou Chevrolet Corvettou, Lolou.

## Výskyt

### Filmy
- Iron Man
- Iron Man 2
- Thor
- Avengers
- Captain Marvel

### Seriály
- Agenti S.H.I.E.L.D.
- Co kdyby…?

### Krátkometrážní filmy
- Konzultant
- Cesta k Thorovu kladivu a co se na ní přihodilo

### Webové seriály
- Agents of S.H.I.E.L.D.: Slingshot